# Streichholzmuseum

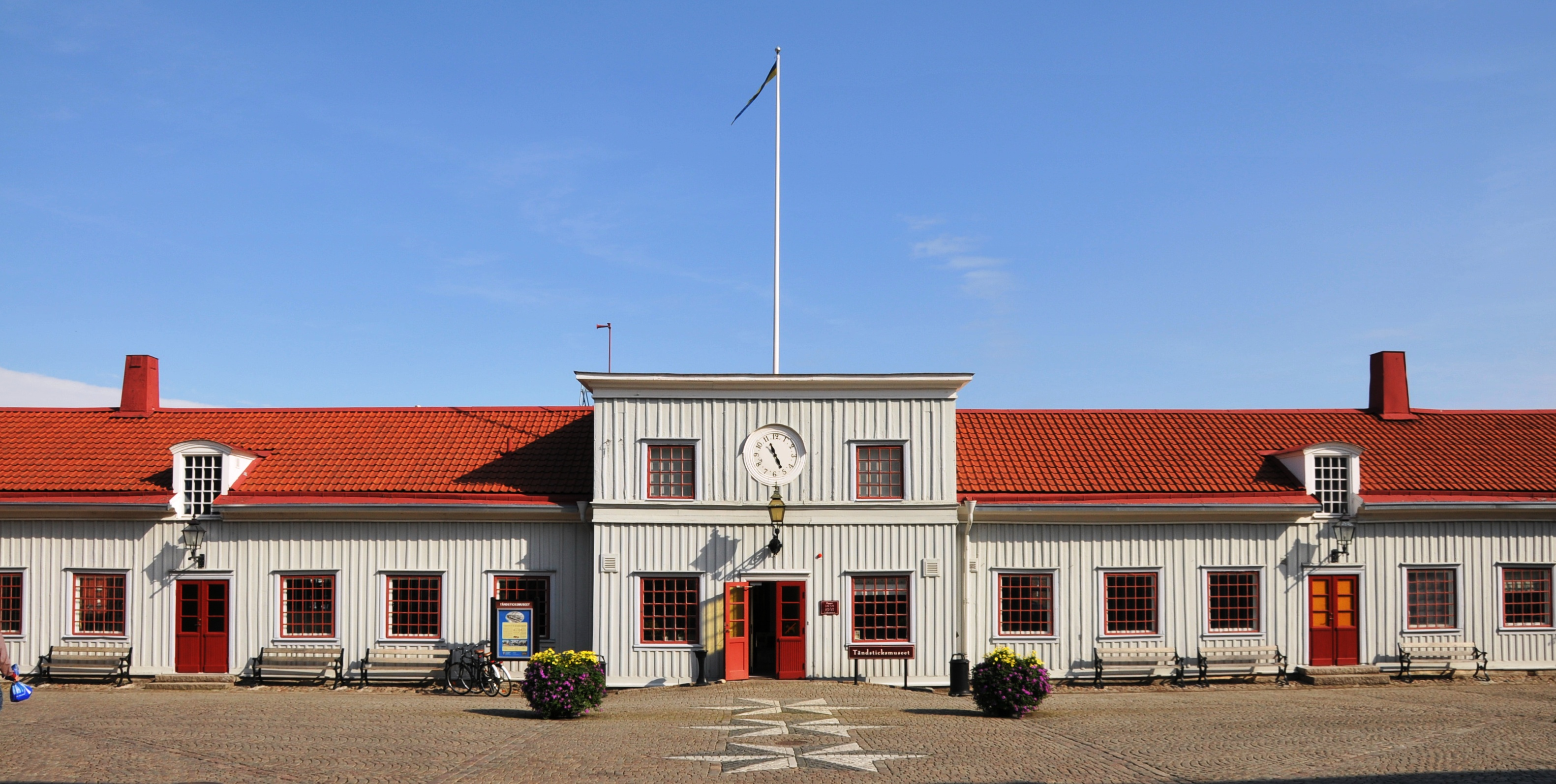
Streichholzmuseum

Das Streichholzmuseum (schwedisch: Tändsticksmuseet) ist ein Museum in Jönköping in Schweden. Im Museum wird die Streichholzherstellung und deren Geschichte gezeigt.

## Geschichte und Lage

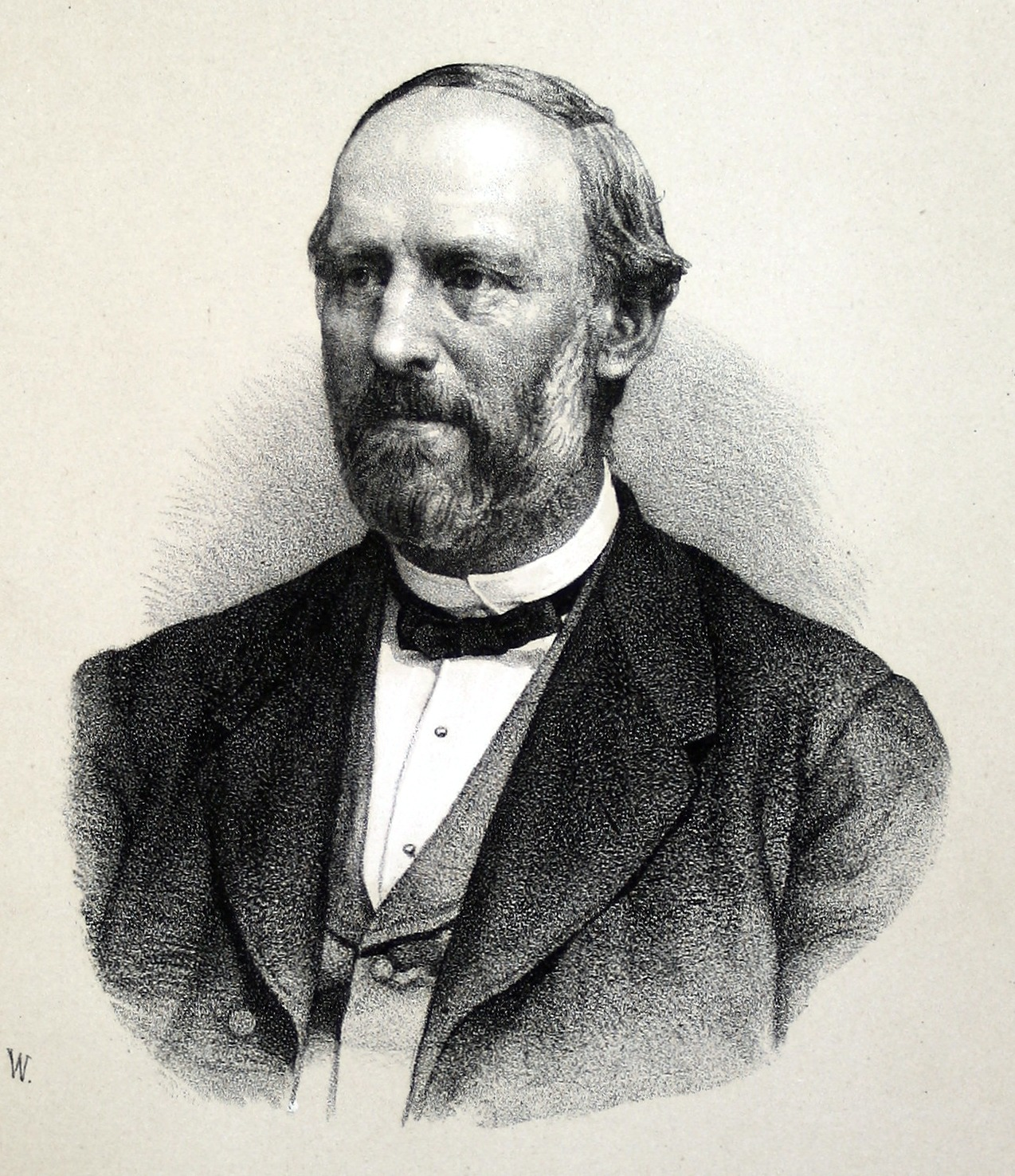
Carl Frans Lundström, 1875

Ab Mitte des 19. Jahrhunderts wurden Streichhölzer oder Zündhölzer zum Anzünden von Feuer benutzt. Es war Carl Frans Lundström (1823–1917), ein Geschäftsmann und Wirtschaftler, der mit seinem Bruder Johan Edvard (1815–1888) 1845 begann, mit rund 30 Arbeiterinnen und Arbeitern Streichhölzer in einer Schusterwerkstatt zu produzieren. Johan war Chemiker und Techniker, der an der Universität von Uppsala ausgebildet war. Die Produktionsstätte wurde schnell zu klein, es wurde 1848 ein neues Gebäude am Ufer des Vätternsees gebaut, das heutige Streichholzmuseum. Das Gebäude beherbergte die erste Streichholzfabrik in Jönköping und ist nach eigenen Angaben das einzige Museum dieser Art auf der Welt.
Hier wurden zuerst die 1830 erfundenen Phosphorzündhölzer hergestellt, die den leicht entzündlichen und giftigen weißen Phosphor enthielten. Schon 1844 wurden vom schwedischen Chemiker Gustaf Erik Pasch die Sicherheitszündhölzer mit rotem Phosphor erfunden. Von den Gebrüdern Lundström wurde das Sicherheitszündholz so verbessert, dass diese Sicherheitzündhölzer auf der Weltausstellung 1855 ausgezeichnet wurden.
Die revolutionäre Idee war die maschinelle Herstellung der Zündhölzer, die einen Preis ermöglichte, der für alle erschwinglich war. Und das in Zeiten, in denen es zur Beheizung und Beleuchtung noch keinen elektrischen Strom und auch kein elektrisches Licht gab und somit Holzfeuer entzündet werden mussten.

## Die Arbeiter und die Streichholzindustrie
127 Jahre lang wurden in Jönköping Streichhölzer produziert. Im Museum werden die unterschiedlichen Arbeitsgänge in diesen Jahren aufgezeigt. Zu Beginn war die Produktion reine Handarbeit. Die Stäbchen wurden aus Espenholz gehobelt und in Bündeln in die Zündmasse mit weißem Phosphor getaucht. Dieses Holz war u. a. in der Lage, eine Behandlung anzunehmen, die das Nachglühen des Streichholzes unterband, wenn es ausgelöscht ist. Außerdem saugt Espenholz den Phosphor besser als andere Hölzer auf. Ab 1870 wurden nach und nach Maschinen eingeführt, die größtenteils von dem genialen Maschinenbauer und Ingenieur Alexander Lagermann entwickelt wurden. So stellte er 1892 eine Komplettmaschine her, die 40.000 Schachteln Streichhölzer am Tage produzierte. Das hatte zur Folge, dass die Arbeitslöhne sanken und viele Mitarbeiter entlassen wurden. Es stehen mehrere Maschinen zur Herstellung von Streichhölzer im Museum.
Die Arbeiter lebten in Häusern der Fabrik, wenn alle arbeitsfähigen Familienmitglieder in der Fabrik beschäftigt waren. Kinder arbeiteten ab dem 10. Lebensjahr mit und klebten Schachteln zusammen oder sie tauchten die Streichhölzer in die Zündmasse.
Im Museum wird am Beispiel dieser Fabrik die Geschichte des Industrialismus sehr anschaulich, auch in einem Film, aufgezeigt.

## Schachteln
Einen großen Teil des Museums nehmen die Schachteln und Etiketten für die Streichhölzer ein. In den ersten Produktionsjahren wurde lediglich ein schwedischer Text auf die Schachteln gedruckt, mit dem Anwachsen des Exports entwarf man Bilder für die Schachteln. Es werden aber auch Fälschungen gezeigt. Es wurden Fabrikgebäude „Jönköping“ oder „Sweden“ genannt, damit auf den Schachteln „Made in Jönköping“ oder „Made in Sweden“ stehen konnte. Das Sammeln von Zündholzetiketten wird Phillumenie genannt.

## Lena Törnqvist, eine Arbeiterin
Im Museum wird das Leben der Arbeiterin Lena Törnqvist (1818–1898) aufgezeigt. Frauen und Kinder stellten die Mehrheit der Belegschaft, da sie deutlich weniger Lohn erhielten als die Männer. Die tägliche Arbeitszeit betrug 11 bis 12 Stunden an sechs Wochentagen. Dafür wurden jedoch nur ⅔ bis ⅓ des Grundlohns für Männer gezahlt. Viele Arbeiter erkrankten an der Phosphornekrose durch den giftigen Phosphor. Auch Lena Törnqvist war daran erkrankt. Ihr Mann, der Müller Johannes, fiel der Cholera in Jönköping zum Opfer. Nur drei ihrer sechs Kinder überlebten das Säuglingsalter. Lena Törnqvist begann, in der Fabrik zu arbeiten, wo sich nach einiger Zeit ihr Zahnfleisch entzündete und Zähne ausfielen. Auch der Kieferknochen wurde brüchig, so dass davon Teile entfernt werden mussten. Ihre Arbeit setzte sie dann als Heimarbeit fort. Die Fabrik stellte das Material für die Herstellung der Zündholzschachteln zur Verfügung und holte die fertigen Schachteln ab. Nach der Zählung wurde der Lohn gezahlt. Trotz der gesundheitlichen Probleme wurde Lena 80 Jahre alt, die Begräbniskosten wurden mit ihren Besitztümern bezahlt. Es blieb nichts übrig. Von ihren verbliebenen drei Söhnen arbeitete einer weiterhin in der Zündholzfabrik, der zweite begann eine Arbeit in der Papierfabrik „Munksjö pappersbruk“, und der jüngste wanderte nach Amerika aus. Es gibt ein Foto von Lena, das sie für den letztgenannten Sohn hatte anfertigen lassen, das sie mit einem fest um die zerstörte Kieferpartie gebundenen Kopftuch zeigt, mit deutlichen Zeichen eines harten Arbeitslebens, schwerer Krankheit und großer Trauer.

## Anders Bernhard Hay, Leitfigur und Wohltäter
In einem Raum des Museums wird das Leben von Bernhard Hay (* 7. Januar 1835 im Hayska huset, Varberg, Schweden, † 14. März 1917) aufgezeigt. Er trat 1853 als 17-Jähriger in das Unternehmen ein und wurde 1863 Betriebsleiter. Bernhard Hay prägte das Unternehmen wesentlich. Die Streichholzindustrie entwickelte sich zum Großunternehmen. Die Betriebsfläche des Werks wuchs von 1859 mit 4.750 m² über 119.000 m² in 1882 auf 152.300 m² im Jahre 1894.
Für das Werk organisierte Bernhard Hay eine Werkfeuerwehr, die auch zu Bränden in Jönköping ausrückte. Weiter baute er 1878–79 eine Reithalle und übernahm die Kosten für eine Tennishalle.
In der Residenz des reich gewordenen Hay wurden oft Feste veranstaltet mit Soupers und Basaren, die hohe Geldsummen einbrachten, die den Armen zugutekamen.

## Alexander Lagerman
Eng verbunden mit der Entwicklung der Zündholzfabrik ist der Name des Ingenieurs und Erfinders Alexander Lagerman (* 1836 in Eneby bei Norrköping, † 1904). Lagerman wurde 1870 von der Zündholzfabrik eingestellt, um die Fertigung zu modernisieren. Er entwickelte Maschinen, die die einzelnen Fertigungsschritte effizienter machten. Allerdings führte dies zu Arbeitslosigkeit und niedrigeren Löhnen. Im Jahre 1892 stellte Lagermann seine revolutionierende Komplettmaschine vor, die Zündhölzer erstmals kontinuierlich herstellte und in der Lage war, pro Tag etwa 40.000 Zündholzschachteln zu produzieren. Die fünf derartigen Maschinen ersetzten 200 Arbeitskräfte. Damals war die Anlage ein Betriebsgeheimnis, heute, Stand 2021, kann sie im Museum besichtigt werden. Dank den Erfindungen Lagermans konnte die Zündholzfabrik in Jönköping ihren Vorsprung vor der Konkurrenz ausbauen, die das Unternehmen zu Schwedens führender Zündholzindustrie machte.

## Ivar Kreuger, der Zündholzkönig
Im Museum werden Teile aus dem Leben des „Zündholzkönigs“ Ivar Kreuger (* 2. März 1880 in Kalmar, Schweden; † 12. März 1932 in Paris) bis zu seinem Suizid aufgezeigt.

## Wissenswert
Weitere Streichholzmuseen befinden sich in Bystrzyca Kłodzka, Polen und in Tomar, Portugal.

## Galerie

Bilder aus dem Museum
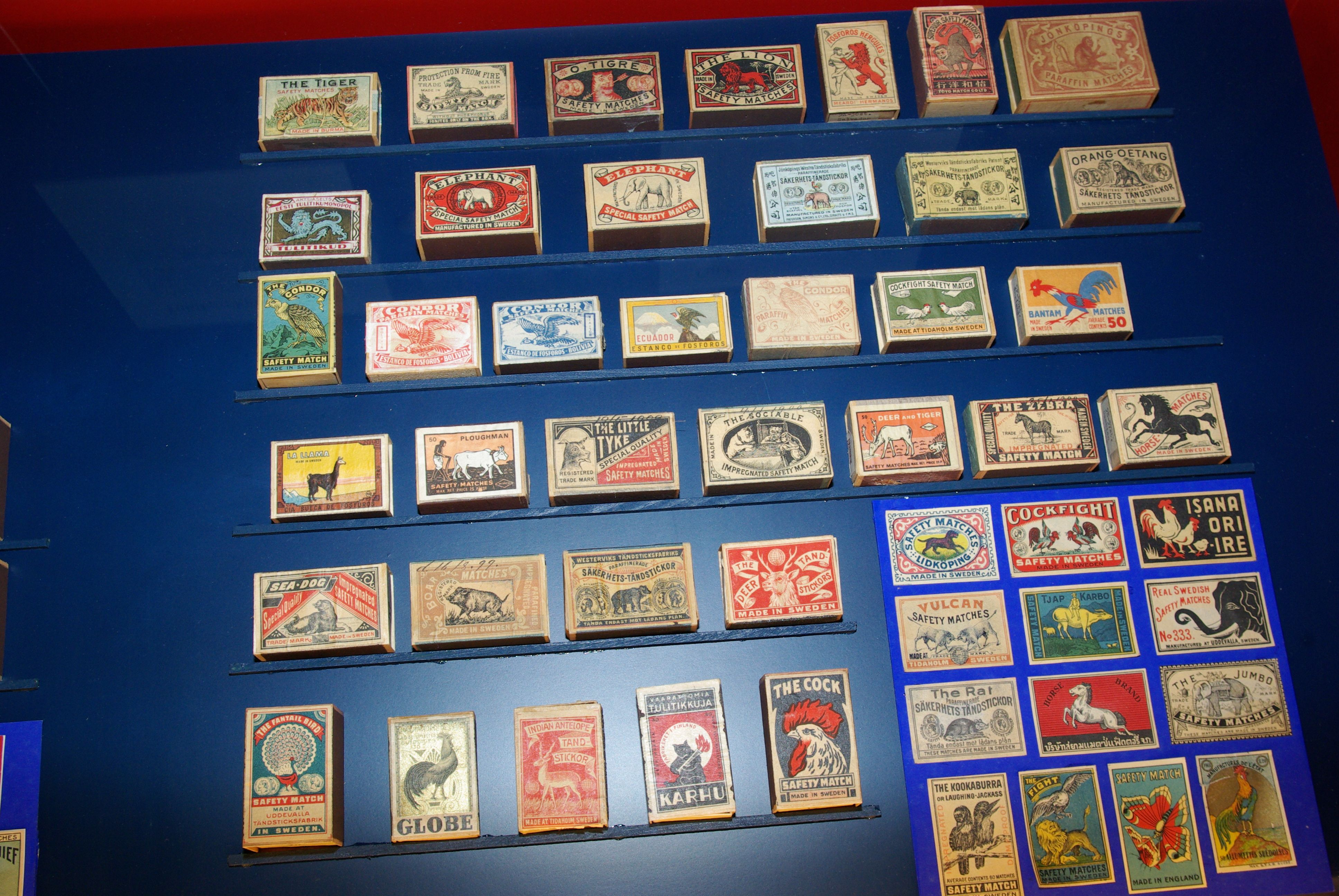
Streichholzschachteln im Museum
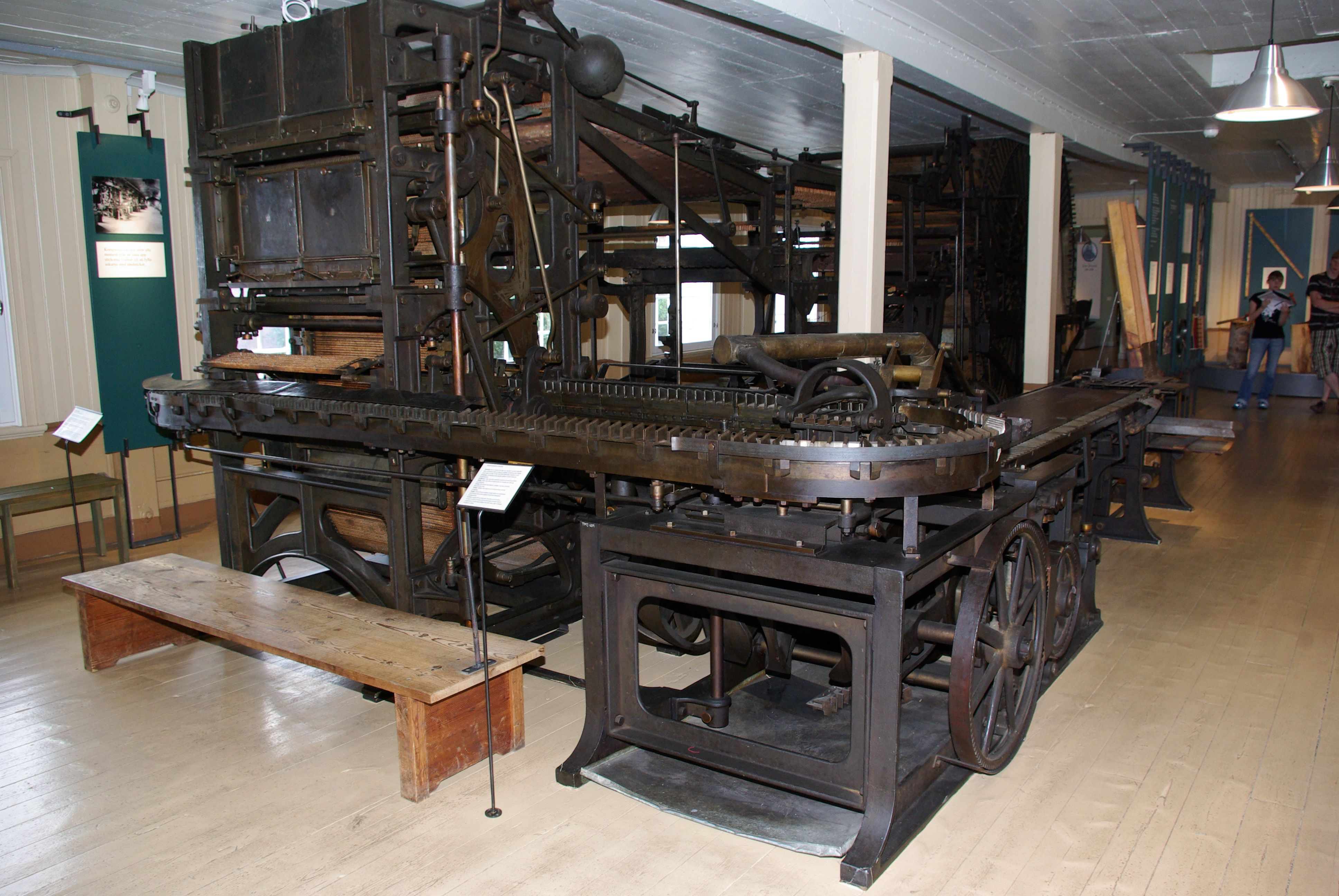
Lagermans Maschine zur Produktion von Streichhölzern
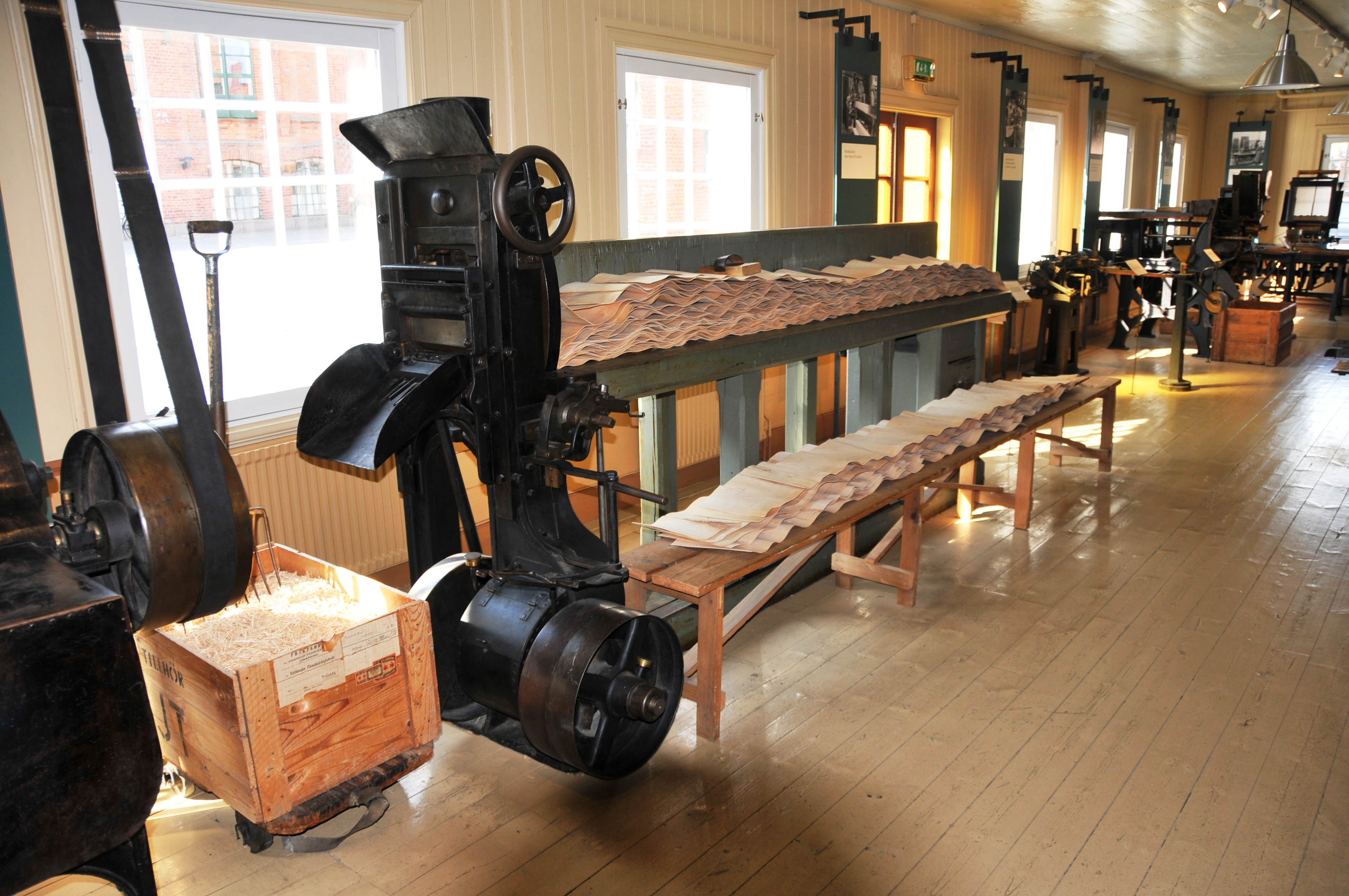
Maschine zum Herstellen von Holzdraht aus Schälfurnier
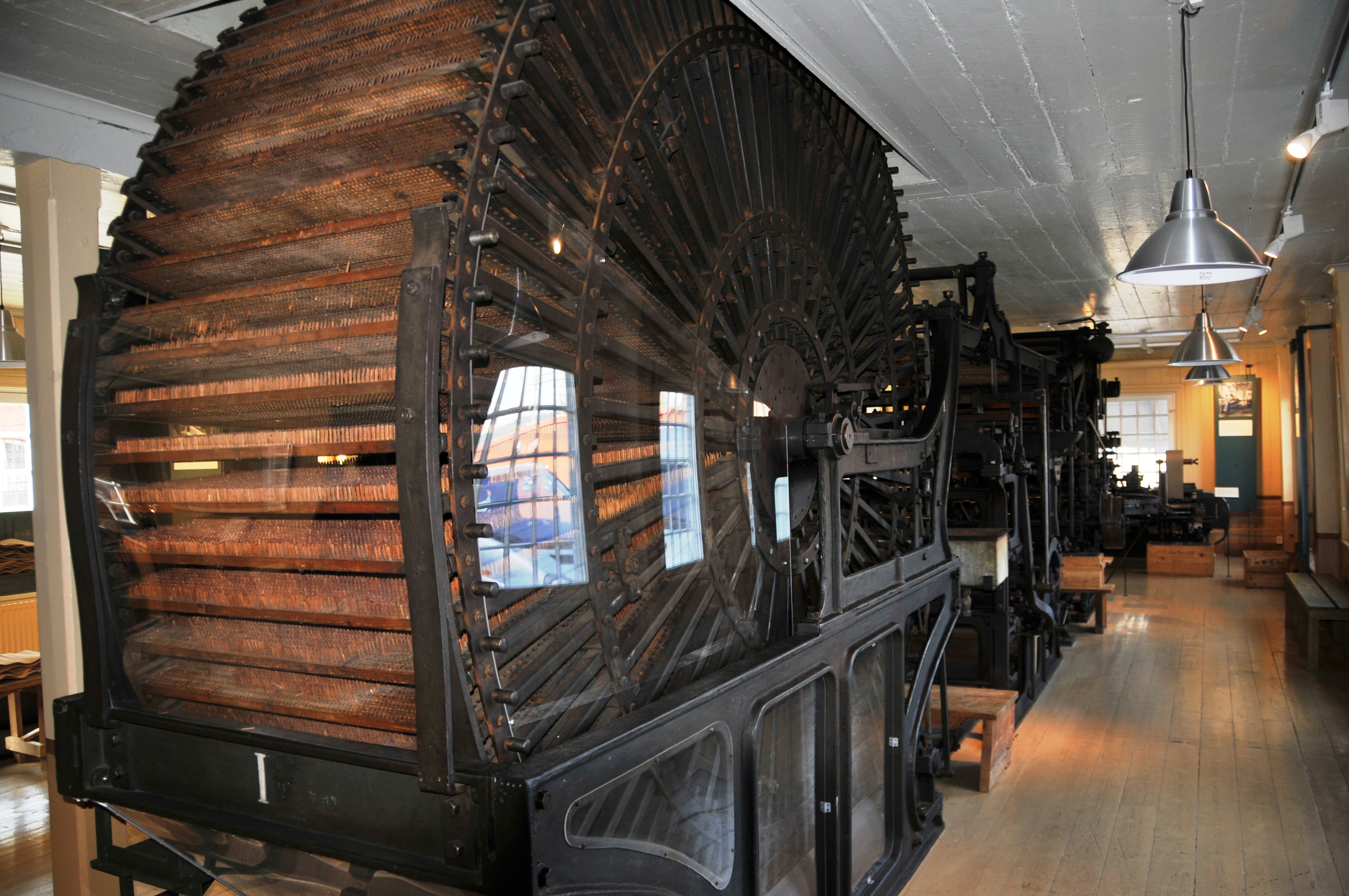
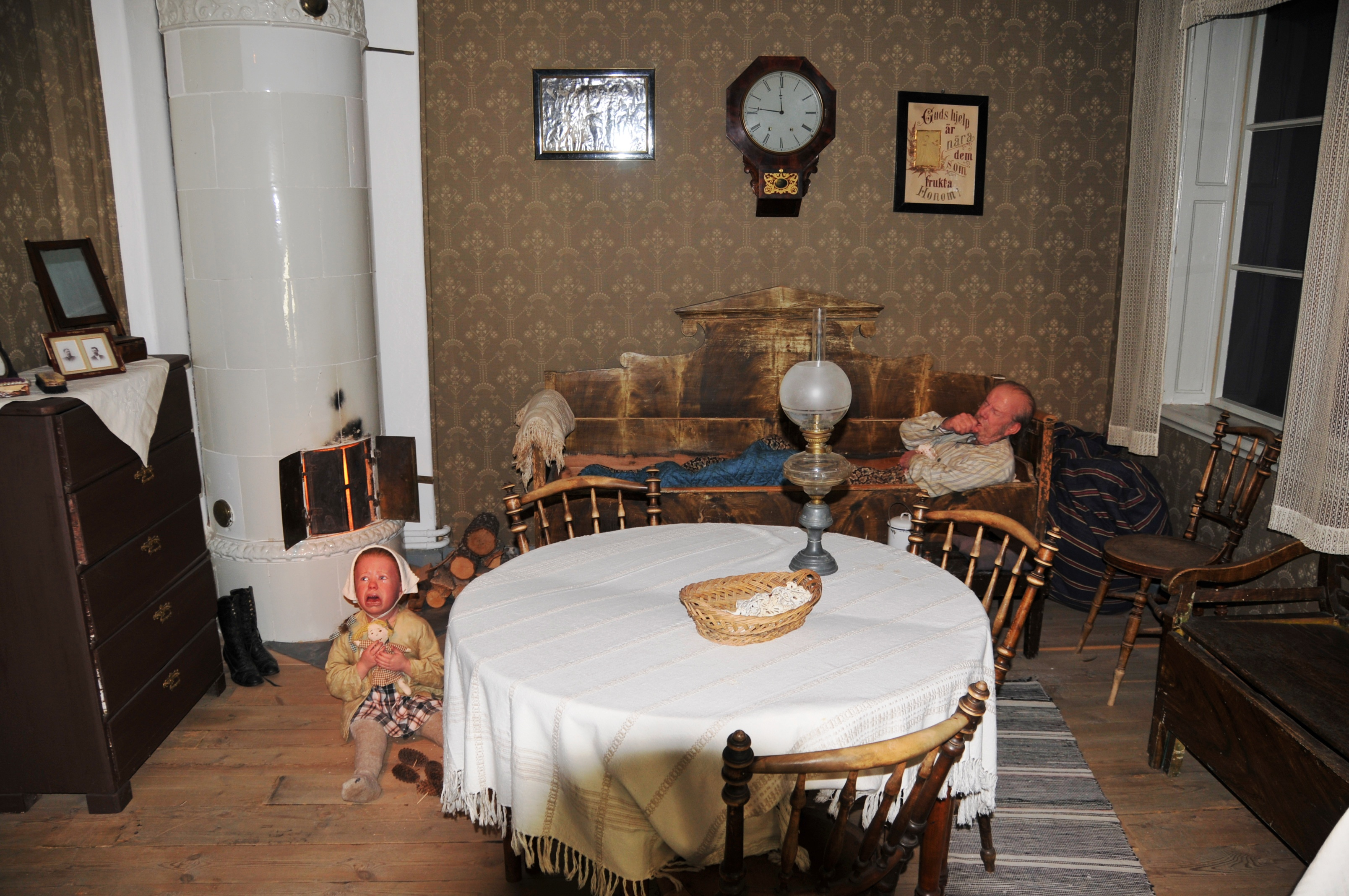
Bild aus der Frühgeschichte der Zündholzherstellung: Kind weint wegen der Kälte, Opa liegt mit Lungenentzündung hustend im Bett
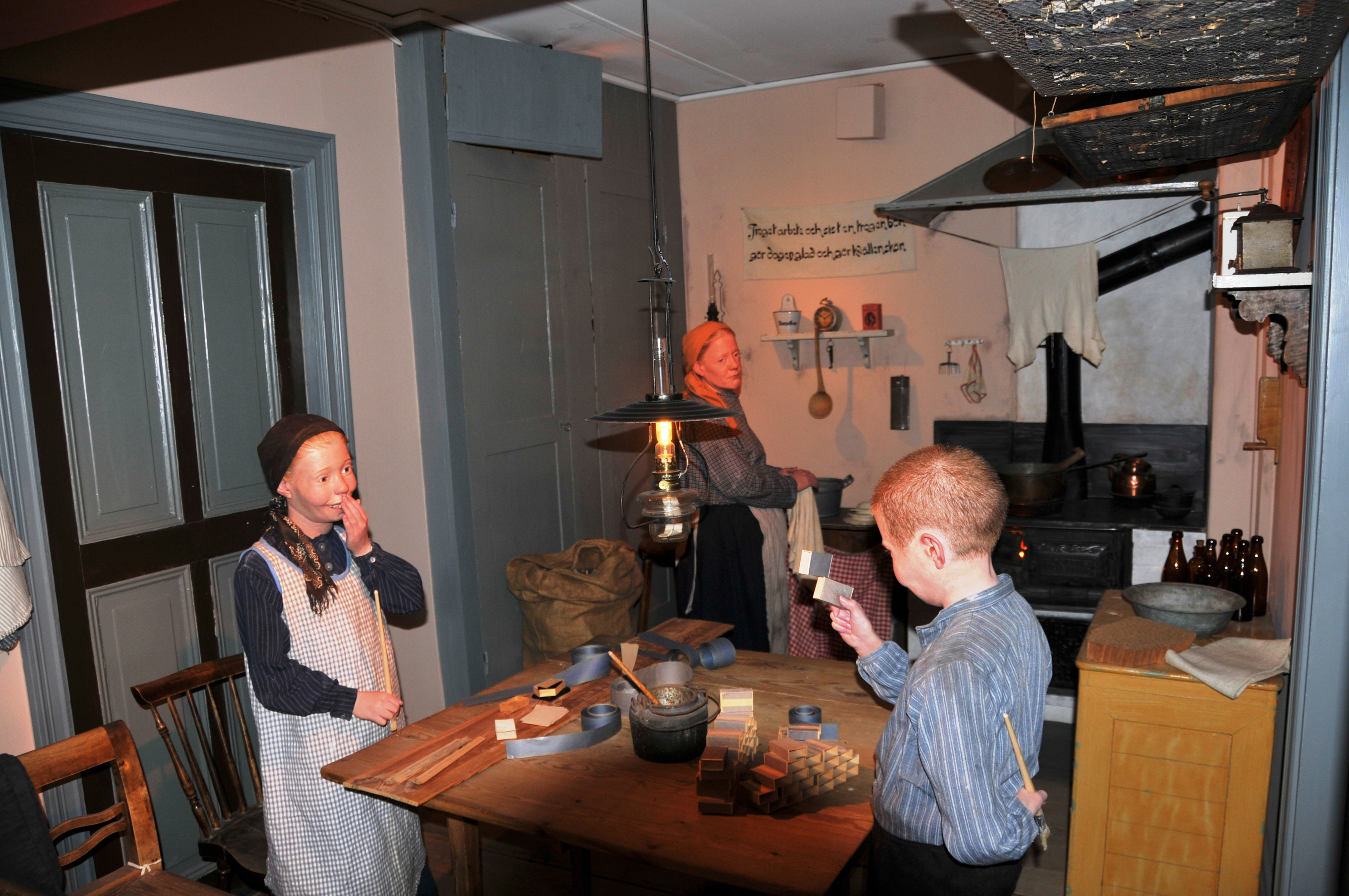
Bild aus der Frühgeschichte der Zündholzherstellung: Kinder kleben die Schachteln zusammen